# Treća liga SR Jugoslavije 1997-1998
La Treća liga SR Jugoslavije 1997-1998 è stata la 6ª edizione dei gironi della Srpska liga e della Crnogorska liga nella Repubblica Federale di Jugoslavia.
Nelle stagioni 1996-97 e 1997-98 la Treća liga era al quarto livello del sistema calcistico jugoslavo. Le vincitrici dei 6 gruppi serbi e le prime due di quello montenegrino venivano promosse in Druga liga SR Jugoslavije 1998-1999.

## Serbia

### Vojvodina
```
ČSK Pivara (Čelarevo)        83

Vrbas                        67

Cement (Beočin)              59
Kabel (Novi Sad)             56
Bačka (Bačka Palanka)        50
Radnički (Vršac)             50
Elan (Srbobran)              50
Radnički (Nova Pazova)       50
Begej (Žitište)              49
Sutjeska (Bačko Dobro Polje) 49
Srem (Sremska Mitrovica)     48
Radnički (Sombor)            48
Mladost Uni. luks (Lukićevo) 48
Sloven (Ruma)                47

Radnički (Šid)               43

Crvenka                      26

Radnički (Zrenjanin)         23

Inđija                       22
```

### Belgrado
- Kolubara Lazarevac (vincitore)

### Danubio
```
Železničar Lajkovac          77

Sloga Lipnički Šor           64
Gučevo Banja Koviljača       62
Železničar Smederevo         59
Radnički Zorka Šabac         58
VGSK V. Gradište             57
ZSK Valjevo                  56
Ribnica Mionica              55
Morava Velika Plana          52
Selevac                      49
MIP Požarevac                49
Radnički Koceljeva           48
Radnik S. Palanka            47
Sloga Petrovac               46
Provo                        35
Kačer Belanovica             30
Luk Voćnjak                  25
Proleter Vranovo              1
```

### Moravia
```
Bane Raška                   87

FAP Priboj                   62
Jedinstvo Putevi             54
Vodojaža Grošnica            53
Zlatibor Užice               52
Sloga Požega                 51
Rudar Baljevac               51
Sevojno                      50
Šumadija Kragujevac          50
Karađorđe Topola             50
Takovo Gornji Milanovac      49
Metalac Gornji Milanovac     48
Marjan Knić                  46
Remont Čačak                 43
Zlatibor Čajetina            32
Kraljevo Hajduk              30
Arsenal Kragujevac           23
Zlatar Nova Varoš            18
```

### Timok
```
Jedinstvo Paraćin            83

Trajal Kruševac              83
Župa Aleksandrovac           62
Rudar Bor                    55
Radnički Svilajnac           51
Timok Zaječar                51
Temnić Lipa Varvarin         50
Majdanpek                    48
Kopaonik Brus                45 (−1)
SFS Borac Paraćin            44
Putevi Zaječar               44
Jagodina                     43
Morava Ćuprija               42
Hajduk Veljko Negotin        42
Sloga Despotovac             42
Cement Popovac               40
Trstenik                     35
Kvarc Rgotina                12
```

### Niš
- Viner Broker (vincitore)

## Montenegro
Promossi in Druga liga SR Jugoslavije 1998-1999 :
- Zeta Golubovci (vincitore)
- Lovćen Cetinje  (2º classificato)